# 東播丹波連絡道路
東播丹波連絡道路（とうばんたんばれんらくどうろ、英語: TOBAN-TANBA ROAD）は、兵庫県加東市の滝野社ICから同県丹波市の氷上ICに至る国道175号のバイパス道路。地域高規格道路に指定されている。現在は加東市から西脇市までの一部区間のみが供用している。

## 概要
兵庫県を南北に貫通する国道175号のバイパス道路（全長約30 km）であり、同国道を高規格道路で再整備する。山陽自動車道の三木小野ICから北上して中国自動車道の滝野社ICをつなぐ東播磨内陸道路と共に、国土交通省が「調査中の路線」として位置付けている道路構想に位置付けられているルートの一つである。
加東市の区間「社バイパス」「滝野IC関連バイパス」（ともに開通済み）、西脇市の区間「西脇バイパス」「西脇北バイパス」（前者は開通済み、後者は建設中）、および丹波市の区間（調査中）から構成される。通過地域の慢性的な渋滞を緩和したり、物流の効率化が期待されている。

## 歴史
- 1982年（昭和57年） : 加東市内の区間が開通。（社バイパス・滝野IC関連バイパス）
- 2000年（平成12年） : 西脇市内の一部区間（滝野IC関連バイパス）が開通。
- 2012年（平成24年）3月24日 : 西脇市内の一部区間が追加開通。（これにより、西脇バイパスがほぼ開通[2]。）
- 2020年（令和2年）3月14日 : 西脇市内の一部区間が追加開通。（西脇北バイパスで最初の開通となる[3]。）
- 2026年（令和8年）春 : 西脇市内の区間（西脇北バイパス）が全線開通予定[4][5]。

なお、西脇北バイパスから氷上ランプ（仮称）までは調査中である。